# Ekogram rodziny
Ekogram rodziny (ekomapa) – metoda pracy z rodziną służąca diagnozie sytuacji rodzinnej. Polega na zobrazowaniu na arkuszu papieru rodziny nuklearnej (na środku) oraz w jej otoczeniu odrębne koła reprezentujące osoby, instytucje, miejsca znaczące w życiu rodziny. 
Koło reprezentujące rodzinę i jej poszczególnych członków łączy się liniami z poszczególnymi kręgami, oznaczając siłę tych relacji oraz strzałkami kierunek przepływu zasobów. 
Metoda umożliwia rozpoznanie środowiska rodzinnego i jego otoczenia, powiązań i relacji z instytucjami i osobami z zewnątrz – co pozwala rozpoznać źródła problemów rodzinnych ale także zasobów niezbędnych rodzinie do funkcjonowania.